# Ramzan Akhmadov
Ramzan Akhmadov (em russo:  Рамзан Адланович Ахмадов; 4 de fevereiro de 1970 - 10 de fevereiro de 2001) foi um general de brigada checheno das Forças Armadas da Chechênia durante a primeira e a segunda guerra da Chechênia. 
1. ↑  Николай Гродненский. история вооруженного конфликта в Чечне.. — С. 527. — ISBN 978-985-513-326-2